# Monastère de Kilree

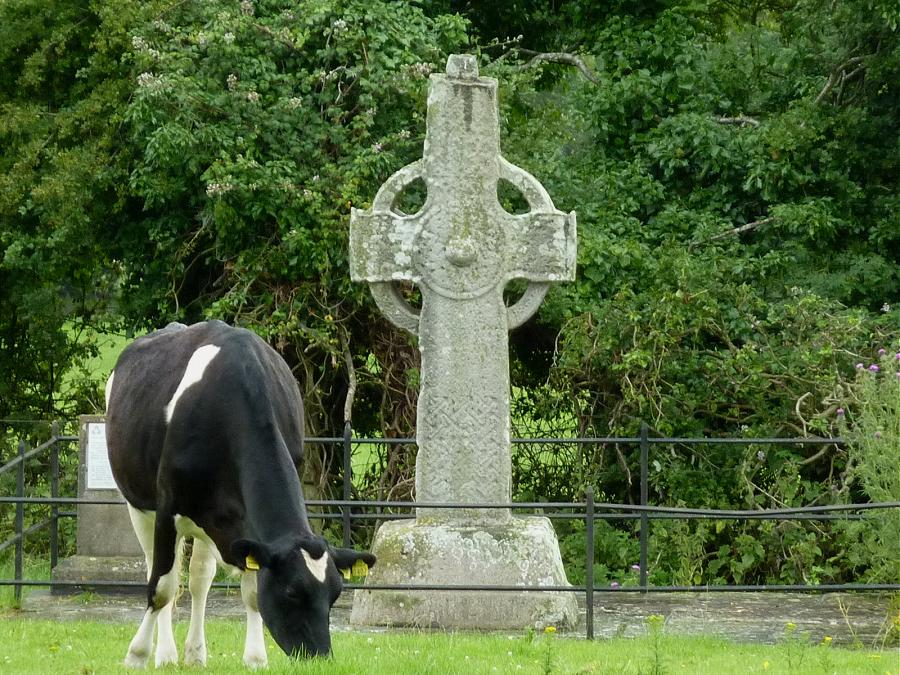
La grande croix sculptée de Kilree. La vache donne l'échelle...

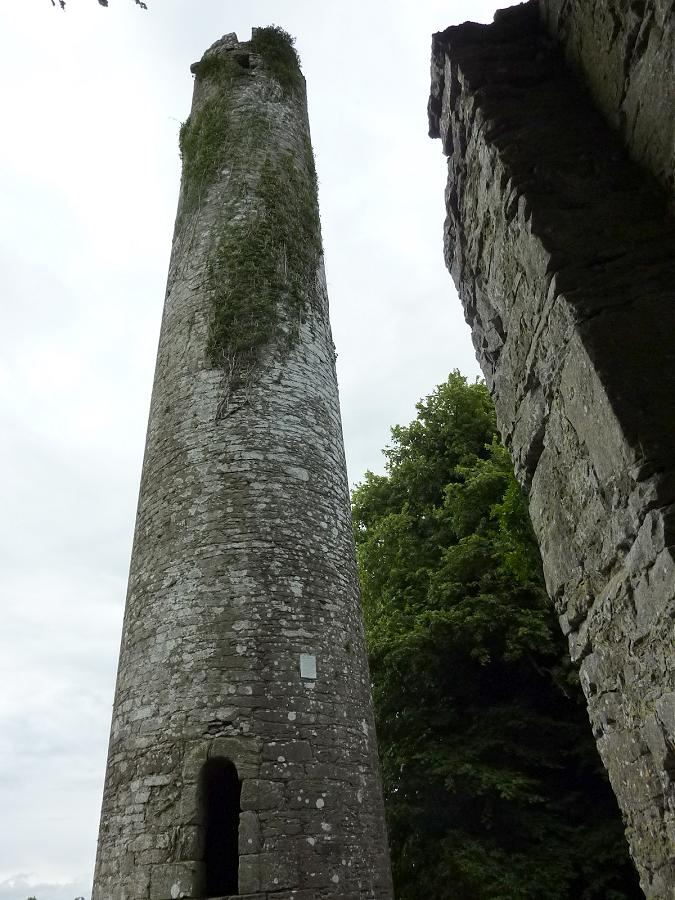
La tour monastique avec à droite le chevet de l'église.

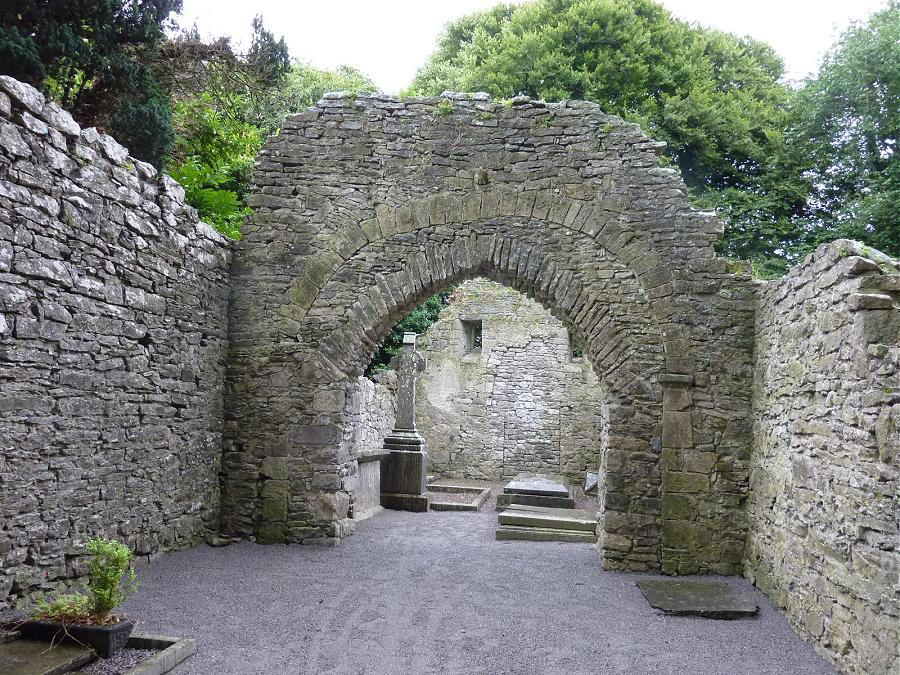
Les ruines de l'église. Un grand arc diaphragme sépare la nef du chœur.

Le monastère de Kilree est situé en Irlande, dans le comté de Kilkenny, à Kells, à quelques kilomètres du vaste prieuré de Kells (en) (Kells priory), dans un cadre non urbanisé.
Là se trouvent les vestiges d'un établissement monastique médiéval, probablement abandonné (transféré ?) après la fondation et la montée en importance du prieuré sus-mentionné. Ce site a néanmoins continué à servir de cimetière jusqu'à nos jours.

## Description
Le site monastique de Kilree comprend les vestiges suivants :
- Une haute tour ronde monastique, tout à fait similaire aux autres round towers monastiques typiques du Haut Moyen Âge irlandais. La tour elle-même est bien conservée mais sa toiture conique a presque totalement disparu, seules en restent quelques assises inférieures.
- Une petite église en ruine, de facture très simple voire fruste, difficilement datable (présence de reprises successives...).
- Une high cross, grande croix sculptée monolithe dite celtique, qui serait l'une des plus belles d'Irlande si elle n'était pas si érodée.